# Giovanni Niccolo
Giovanni Niccolo, ook: Giovanni Nicolao, (Nola, 1560 - Macau, 16 maart 1626) was een jezuïet en Italiaanse kunstschilder die in 1583 uitgezonden werd naar Japan om daar een zogenaamd seminarie van schilders te stichten.
Alessandro Valignano, samen met de later heilig verklaarde Franciscus Xaverius, een van de eerste Jezuïten missionarissen in Japan, was van mening dat kunst verbindt waar talen dat vaak niet konden.  In een streven om zowel opleiding als Christelijke kunst te bieden aan nieuwe bekeerlingen, schreef Valignano naar Rome met de vraag om een volleerd Christelijke artiest die zowel kunst machtig was als beschikte over het vermogen voor zijn studenten als leraar te functioneren.  Giovanni Niccolò kwam aan in Japan in 1583 en begon studenten te trainen.  Onder hen waren Watano Mâncio, Mâncio João en Pedro João. Het Seminario dei Pittori, School voor Schilders, werd officieel rond 1590 in Kumamoto opgericht.  Op het Semenarie voor Schilders werden leerlingen aangenomen die niet alleen afkomstig waren uit Japan, maar ook uit Europa of uit China.  Aan de leerlingen werd een verscheidenheid van technieken variërend geleerd van olieverf tot aquarelleren onderwezen. Voorbeelden van werken van de studenten werden verscheept naar Rome als bewijs van het succes.
De school zou uitgroeien tot de grootste school van Westerse schilderskunt in Azië. Niccolò maakte daar ook devotionele objecten voor gebruik door Japanse katholieke kerken en bekeerlingen. Zijn voorkeur lag bij de afbeeldingen van Salvator Mundi (Redder van de wereld) en de Madonna.
Ondanks het feit dat de school meerdere keren verhuisde om vervolging te ontlopen, werd deze minder dan drie decennia later uiteindelijk toch, samen met de missionarissen, in 1614 verbannen uit Japan.
]